# Baad Bhanjyang
Baad Bhanjyang (nep. बाडभञ्ज्यांग) – gaun wikas samiti w środkowej części Nepalu w strefie Bagmati w dystrykcie Katmandu. Według nepalskiego spisu powszechnego z 2001 roku liczył on 666 gospodarstw domowych i 3286 mieszkańców (1619 kobiet i 1667 mężczyzn).